# Great Plumstead
Great Plumstead är en by i civil parish Great and Little Plumstead, i distriktet Broadland, i grevskapet Norfolk i England. Byn är belägen 7 km från Norwich. Great Plumstead var en civil parish fram till 1935 när blev den en del av Plumstead Great and Little och Postwick. Civil parish hade 311 invånare år 1931.